# Buchholz-Kämpen
Buchholz-Kämpen ist ein statistischer Bezirk der Stadt Witten im Ennepe-Ruhr-Kreis in Nordrhein-Westfalen. Er umfasst das Gebiet rund um das Hammertal. Buchholz war bis 1966 eine eigenständige Gemeinde im Ennepe-Ruhr-Kreis.
Von 1970 bis 1975 waren Buchholz und Kämpen eigenständige Stadtteile von Herbede.
Am 1. Januar 1975 wurde im Rahmen der Kommunalreform des Landes Nordrhein-Westfalen die Stadt Herbede in die Stadt Witten eingemeindet. Bestand die Stadt Herbede bis 1974 aus sechs Stadtteilen (inklusive Mitte), wurden alle Stadtteile nach der kommunalen Neugliederung zu einem Stadtteil namens Herbede zusammengelegt, während alle ehemaligen Stadtteile den Status eines Stadtteilbezirkes (Ortsteils) verliehen bekamen. Im Zuge dieser Neuordnung entstand der Ortsteil Buchholz-Kämpen. 
Am 31. Dezember 2015 hatte der statistische Bezirk insgesamt 2788 Einwohner.

## Buchholz

### Geschichte

#### Frühzeit
Aus archäologischen Forschungen lässt sich schließen, dass im Bereich des heutigen Wittener Ortsteils Buchholz sich bereits vor 2000 Jahren erste Siedler niederließen. Diese Siedler ließen sich an einem Bach namens Welpe nieder. Das Datum der ersten urkundlichen Erwähnung ist unbekannt. Es gibt jedoch keine Hinweise darauf, dass die Siedlung nach ihrer Gründung jemals aufgegeben worden wäre. Wenn Buchholz tatsächlich auf eine 2000 Jahre währende Siedlungsgeschichte zurückblicken kann, wäre der Wittener Stadtteil einer der ältesten Siedlungsräume im heutigen Ruhrgebiet.

#### 18. Jahrhundert
Buchholz, oder „im Bockholt“, wie es seinerzeit genannt wurde, unterstand der Gerichtsbarkeit der Herren von Haus Kemnade und musste Hude an Blankenstein entrichten. In Buchholz lebten zu dieser Zeit fast ausschließlich  Bauern.

#### Französische Besetzung
Die Besetzung der Region durch Napoleonische Truppen während der Koalitionskriege beendete sämtliche Gerichtsbarkeiten und Abgabeverpflichtungen. 1809 wurde unter französischer Herrschaft neue Bürgermeistereien gegründet, darunter die Mairie Blankenstein, zu der auch Buchholz gehörte. Nach dem Ende der französischen Herrschaft 1813 behielt die neu gegründete Provinz Westfalen den größten Teil der von den Franzosen vorgenommenen Neuordnungen auf kommunaler Ebene bei, die Bürgermeisterei Blankenstein im neu gegründeten Regierungsbezirk Arnsberg wurde dem Kreis Bochum zugeordnet.

#### Industrialisierung

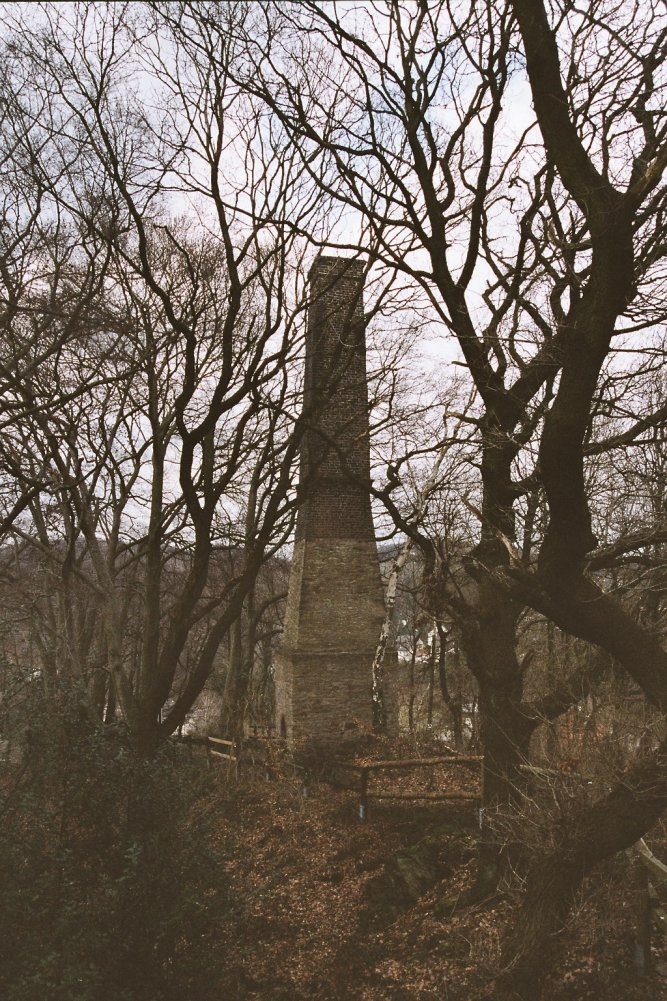
Wetterkamin der Zeche Blankenburg

In Buchholz entstanden Mitte des 19. Jahrhunderts eine ganze Reihe von kleinen Zechen. Noch bedeutsamer aber war die Ansiedlung von sieben Hammerwerken in Buchholz. Das erste Hammerwerk, „Ibachs Mühle“, wurde bereits gegen Ende des 16. Jahrhunderts gegründet, im 19. Jahrhundert aber entwickelte sich Buchholz zur Hochburg der Hammerwerke in der Region. Da Buchholz geografisch betrachtet in einer Art Trichter zwischen Blankenstein und Kämpen liegt, erhielt Buchholz den Beinamen Hammerthal bzw. Hammertal, obschon Buchholz in seiner tatsächlich Ausdehnung mit dem Hammertal nicht exakt übereinstimmt. Bis heute ist dieser Name nicht nur präsent, er ist die umgangssprachliche Bezeichnung für Buchholz. Selbst in den lokalen Medien wird Buchholz in der Berichterstattungen immer wieder Hammertal genannt. Neben den Hammerwerken und den Zechen entstanden in Buchholz mehrere Steinbrüche.
Die Zeche Vereinigte Blankenburg war von 1865 bis 1925 die bedeutendste Zeche am Ort.

#### Zugehörigkeiten
Buchholz gehörte ab 1844 zum Amt Blankenstein im Kreis Bochum. Dieser Kreis wurde 1885 in drei Landkreise aufgeteilt. Darunter der Kreis Hattingen, von dem auch Buchholz fortan verwaltet wurde. Mit der Gemeindeneuordnung von 1929 wurde der Landkreis Hattingen aufgelöst. Ein Teil der Gemeinden wurden von der Stadt Bochum eingemeindet, die anderen Gemeinden wurden Teil des neu gegründeten Ennepe-Ruhr-Kreises. Teil dieses neuen Kreises war auch das Amt Blankenstein, dem Buchholz weiterhin angehörte.

#### Stadt Blankenstein / Stadt Herbede / Stadt Witten
Am 1. April 1966 wurde die Gemeinde Buchholz zusammen mit Holthausen und Welper in die Stadt Blankenstein eingemeindet. Bereits am 1. Januar 1970 wurde die Stadt Blankenstein im Rahmen der Neugliederung des Ennepe-Ruhr-Kreises wieder aufgelöst. Blankenstein, Welper und Holthausen wurden von Hattingen eingemeindet und Buchholz wurde ein Stadtteil von Herbede. Seit dem 1. Januar 1975 gehört Buchholz zu Witten.

### Kurioses
Das häufige Wechseln von Zugehörigkeiten hat seine Spuren hinterlassen. Bis heute telefonieren Buchholzer Bürger mit der Hattinger Telefonvorwahl 02324 und nicht mit der 02302 von Witten. Auch die evangelische Kirchengemeinde war mit der von Hattingen-Blankenstein verwoben, bis diese aus finanziellen Gründen (sinkende Kirchensteuereinnahmen) 2006 aufgelöst wurde. Der Blankensteiner Bereich wurde der Kirchengemeinde Welper und der Buchholzer Bereich der Kirchengemeinde Herbede zugeordnet.

#### Wahrnehmung als Stadtteil
Der Stadtteilbezirk Buchholz-Kämpen ist ein rein verwaltungstechnisches Konstrukt, das von den Bürgern kaum wahrgenommen wird. Auch wenn aufgrund starker Bebauung besonders in den 1980er Jahren die beiden Ortsteile eng zusammengerückt sind, betrachten sich die Einwohner dennoch als Buchholzer (beziehungsweise Hammertaler) oder als Kämpener. Interessanterweise werden sowohl Buchholz als auch Kämpen an den Ortseingängen auf Ortseingangsschildern ausdrücklich als Stadtteile gekennzeichnet. Auch die Zeitungen vor Ort betrachten Kämpen und Buchholz in ihrer Berichterstattung als voneinander getrennte, eigenständige Stadtteile (und nicht als zusammengehörige Ortsteile oder Stadtteilbezirke). Auch im Rahmen der Planungen zur Erstellung eines neuen Flächennutzungsplans für das Jahr 2009 wurde Buchholz gesondert aufgeführt.

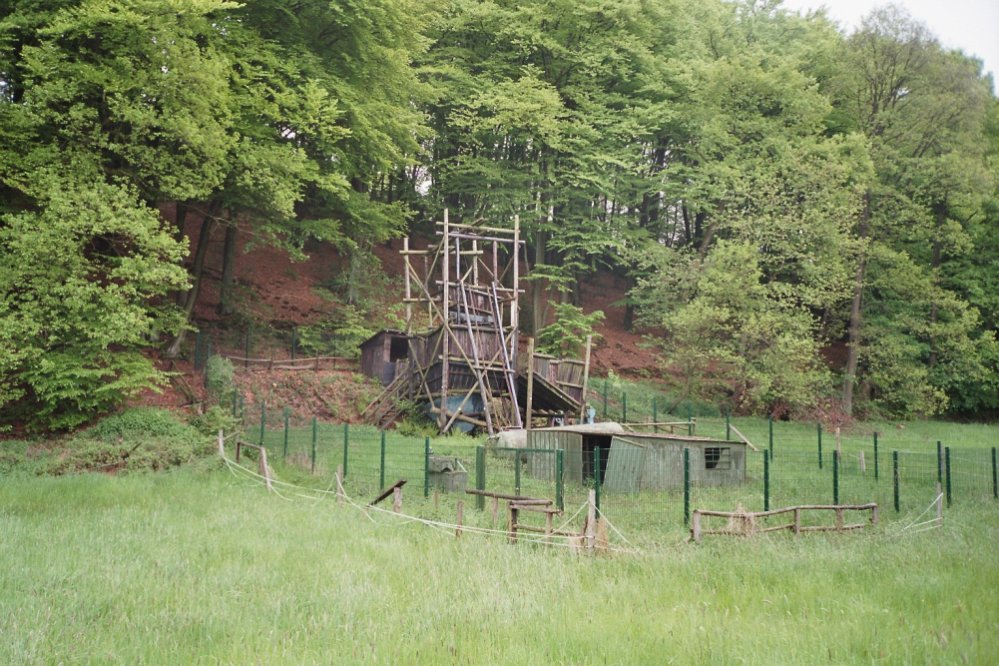
Zeche Egbert in Kämpen

## Kämpen

### Geschichte
Das Gebiet, das heute Kämpen umfasst, bestand im Kataster des Jahres 1823 aus mehreren Ländereien und Waldungen. In dem Gebiet lebten nicht mehr nur einige wenige Bauern, sondern siedelten sich mehr und mehr Kleinzechen an. Zum ersten Mal wird ein „Ortsteil Kämpen“ allerdings offiziell erst am 8. Juli 1926 im Protokollbuch der ein Jahr zuvor gegründeten Gemeinde Herbede erwähnt.

### Kurioses
Obwohl vergleichsweise ein junger Ortsteil, ist nicht klar, woher der Name Kämpen stammt. Es gibt zwei Theorien. 1. Kämpen wurde nach dem ältesten Bauern des Gebietes, Dietrich Kämpen, benannt, oder 2. es handelt sich um eine umgangssprachliche Bezeichnung („droben am Kampe“ – in Bezug auf die Hügellage von Kämpen).